# Sridevi
Sridevi Kapoor (sinh ngày 13 tháng 8 năm 1963 với tên là Shree Amma Yanger Ayyapan; mất ngày 24 tháng 2 năm 2018), được biết đến với nghệ danh Sridevi, là một nữ diễn viên và nhà sản xuất phim Ấn Độ đã đóng vai chính trong các nền điện ảnh Tamil, Telugu, Hindi, Malayalam, và Kannada. Được coi là "siêu sao nữ" của điện ảnh Hindi, cô đã nhận được hai giải thưởng Filmfare và ba giải Nam phim Nam. Sridevi xếp hạng trong số những diễn viên được trả lương cao nhất trong những năm 1980 và 1990 và được xem là một trong những nữ diễn viên nổi tiếng nhất trong điện ảnh Ấn Độ.
Trong sự nghiệp, Sridevi Kapoor tham gia hơn 230 bộ phim, được CNN-IBN bầu chọn là nữ diễn viên Ấn Độ vĩ đại nhất thế kỷ.
Những bộ phim gắn liền với tên tuổi của cô có Laadla, Himmatwala, English Vinglish…
Sridevi đóng phim lần đầu trong vai trẻ em trong phim Tamil năm 1967 Tamil có tựa là Kandan Karunai lúc lên 4 tuổi, và bắt đầu sự nghiệp diễn xuất trong vai trò vai chính một đứa trẻ với phim Tamil năm 1969 của M. A. Thirumugam Thunaivan và tiếp tục đóng vai trò là một nghệ sĩ thiếu nhi ở Tamil, Telugu, Malayalam và Kannada. Cô đã bắt đầu nghiệp diễn ở Bollywood khi còn là một nghệ sĩ trẻ Rani Mera Naam (1972) và đóng vai người trưởng thành đầu tiên của cô ở tuổi 13 với bộ phim Tamil Moondru Mudichu (1976). Sridevi tự thành lập mình là một trong những nữ diễn viên hàng đầu của rạp chiếu phim Tamil và Telugu, có vai trò dẫn đầu trong 16 Vayathinile (1977), Sigappu Rojakkal (1978), Varumayin Niram Sivappu (1980), Meendum Kokila (1981), Premabhishekam (1981), Moondram Pirai (1982), Aakhari Poratam (1988), Jagadeka Veerudu Atiloka Sundari (1990) và Kshana Kshanam (1991).
Vai diễn đầu tiên của Sridevi trong điện ảnh Hindi là với bộ phim truyền hình năm 1979 Solva Sawan, và đã thu hút được sự quan tâm rộng rãi với sản xuất năm 1983 của phim Himmatwala. Cô tiếp tục xuất hiện trong một loạt phim thành công về mặt thương mại, bao gồm Mawaali (1983), Tohfa (1984), Naya Kadam (1984), Maqsad (1984), Masterji (1985), Nazrana (1987), Mr. India (1987), Waqt Ki Awaz (1988) và Chandni (1989). She also received praise for such films as Sadma (1983), Nagina (1986), ChaalBaaz (1989), Lamhe (1991), Khuda Gawah (1992), Gumrah (1993), Laadla (1994) và Judaai (1997). Tiếp theo vai trò của nhân vật chính trong phim truyền hình sitcom Malini Iyer (2004-2005), Sridevi trở lại diễn xuất phim vào năm 2012 với bộ phim hài thành công English Vinglish. Sau đó, cô đóng vai chính trong bộ phim thứ 300 của cô trong bộ phim kinh dị năm 2017 Mom Cô đã nhận được nhiều lời khen ngợi cho các màn trình diễn của cô trong cả hai bộ phim.
Vào năm 2013, chính phủ Ấn Độ đã trao cho Sridevi Padma Shri, giải thưởng dân sự cao thứ tư của đất nước vì những đóng góp của cô cho ngành công nghiệp giải trí. Các giải thưởng nhân đạo cũng do chính phủ bang của Tamil Nadu, Andhra Pradesh và Kerala trao tặng. Sridevi cũng được bình chọn là "Nữ diễn viên vĩ đại nhất của Ấn Độ trong 100 năm" trong cuộc thăm dò ý kiến quốc gia CNN-IBN được tổ chức vào năm 2013 nhân dịp kỷ niệm 100 năm điện ảnh Ấn Độ. Cô đã kết hôn với nhà sản xuất phim Boney Kapoor, người mà cô đã có hai con. Sridevi qua đời vào ngày 24 tháng 2 năm 2018 tại Dubai.

## Thời trẻ và gia đình
Sridevi sinh ra ở Sivakasi, Madras, Ấn Độ ngày 13 tháng 8 năm 1963 trong gia đình Ayyapan và Rajeshwari. Mẹ của Sridevi quê ở Tirupati, Andhra Pradesh. Cha cô là luật sư đến từ Sivakasi, Tamil Nadu. Trong một phỏng vấn, cô đã nói tiếng mẹ đẻ của mình là tiếng Telugu. Cô có một em gái và hai em trai cùng mẹ khác cha. Sridevi luôn đi kèm với mẹ Rajeshwari của cô hay chị Srilatha tới bộ phim khi quay phim của cô từ năm 1972 đến năm 1993. Sanjay Ramaswamy đã kết hôn với chị cô, Srilatha, từ năm 1989.
Cha cô mất năm 1991, khi cô đang ghi hình cho Lamhe. Mẹ cô qua đời vào năm 1996, do những biến chứng của một ca phẫu thuật mà bà phải trải qua năm 1995 trên một khối u não tại Trung tâm Ung thư Memorial Sloan Kettering ở New York. Bác sĩ phẫu thuật thần kinh vận hành cô ở phía bên trái của não phá hủy các mô quan trọng của thị lực và trí nhớ gần đây của cô. Điều này đã được báo cáo rộng rãi trên các phương tiện truyền thông Mỹ vào thời điểm đó và sau đó dẫn tới một cuộc chiến tại tòa thành công và sau đó đề nghị của Tổng thống Bill Clinton về một chương trình cho các bệnh viện tiết lộ sai sót và sai sót y tế của họ.
Cô đã kết hôn với nhà sản xuất Boney Kapoor vào năm 1996. Hai vợ chồng có hai con gái, Janhvi (sinh năm 1997) và Khushi (sinh năm 2000). Sridevi là một người ăn chay.

## Nghề nghiệp
Cô bắt đầu sự nghiệp diễn xuất từ năm bốn tuổi với vai chính trong phim Thunaivan (1969) của MA Thirumugham, Sridevi được coi là siêu sao của điện ảnh Ấn Độ. Cô được đề cử 10 giải thưởng Filmfare và giành chiến thắng năm lần. Sridevi được xếp vào nhóm diễn viên được trả lương cao nhất trong những năm 1980 và 1990 và được xem là minh tinh Ấn Độ nổi tiếng nhất mọi thời đại.
Những bộ phim mang đậm dấu ấn của Sridevi phải kể tới: Tamil Moondru Mudichu (1976), Vayathinile (1977), Sigappu Rojakkal (1978), Varumayin Niram Sivappu (1980), Meendum Kokila (1981), Premabhishekam (1981), Moondram Pirai (1982), Aakhari Poratam (1988), Jagadeka Veerudu Atiloka Sundari (1990) và Kshana Kshanam (1991). Cô cũng nhận được lời khen ngợi cho những bộ phim như Sadma (1983), Nagina (1986), ChaalBaaz (1989), Lamhe (1991), Khuda Gawah (1992), Gumrah (1993), Laadla (1994) và Judaai (1997).
Năm 1996, cô kết hôn lần hai với nhà sản xuất Boney Kapoor và có hai con. Sau một thời gian vắng bóng để tập trung cho gia đình, Sridevi trở lại diễn xuất phim vào năm 2012 với bộ phim hài nổi tiếng English Vinglish. Tác phẩm mới nhất cô đóng vai chính là Mom (2017). Sridevi nhận được nhiều lời khen ngợi cho cả hai bộ phim này.